# 荒巻悠
荒巻 悠（あらまき ゆう、2002年12月23日 - ）は、福岡県久留米市出身のプロ野球選手（内野手）。右投左打。読売ジャイアンツ所属。

## 経歴

### プロ入り前
祐誠高等学校では1年夏からベンチ入りし、高校通算37本塁打を記録した。
高校卒業後は上武大学へ進学。3年秋に出場した関東地区大学野球選手権大会では、日本体育大学との決勝で2打席連続本塁打を放って優勝に貢献した。
2024年10月24日に開催されたドラフト会議にて、読売ジャイアンツから3位指名を受けた。11月19日に契約金6000万円、年俸1000万円で仮契約した。担当スカウトは大場豊千。背番号は60。

### 巨人時代
2025年、開幕は二軍で迎えたが、4月15日に初めて一軍登録され、同日の横浜DeNAベイスターズ戦（東京ドーム）で代打としてプロ初出場を果たした。4月18日の東京ヤクルトスワローズ戦（明治神宮野球場）で「6番・一塁手」としてプロ初先発出場すると、7回にプロ初安打となる右前安打を記録した。しかし、11打数2安打と結果を残せず、4月21日に登録抹消された。4月29日、二軍戦での守備時に右手中指を痛めて途中交代し、病院で右手第3指末節骨骨折と診断された。7月9日、中日ドラゴンズ戦（福島県営あづま球場）の2回裏、髙橋宏斗からプロ初本塁打を放った。

## 詳細情報

### 記録
初記録
- 初出場・初打席：2025年4月15日、対横浜DeNAベイスターズ3回戦（東京ドーム）、7回裏に井上温大の代打で出場、宮城滝太から四球[7]
- 初先発出場：2025年4月18日、対東京ヤクルトスワローズ4回戦（明治神宮野球場）、「6番・一塁手」で先発出場[12]
- 初安打：同上、7回表に小川泰弘から右前安打[8][13]
- 初本塁打・初打点：2025年7月9日、対中日ドラゴンズ13回戦（福島県営あづま球場）、2回裏に髙橋宏斗から右越ソロ[11]

### 背番号
- 60（2025年[2] - ）